# Talanites santschii
Talanites santschii är en spindelart som beskrevs av Raymond Comte de Dalmas 1918. Talanites santschii ingår i släktet Talanites och familjen plattbuksspindlar.
Artens utbredningsområde är Tunisien. Inga underarter finns listade i Catalogue of Life.